# Europejski Puchar Formuły Ford
| Europejski Puchar Formuły Ford | Europejski Puchar Formuły Ford |
| ------------------------------ | ------------------------------ |
| Kategoria                      | Wyścigi samochodowe            |
| Region                         | Europa                         |
| Pierwszy sezon                 | 1969                           |

Europejski Puchar Formuły Ford (dawniej Europejska Formuła Ford) – seria wyścigowa samochodów jednomiejscowych organizowana w Europie pod szyldem Formuły Ford. Z przerwami w latach 1969-2001 istniała Europejska Formuła Ford, która była alternatywą dla narodowych mistrzostw Formuły Ford w Europie. W 2010 roku reaktywowano serię pod nową nazwą. Po sezonie 2012 została jednak rozwiązana.

## Mistrzowie
| Sezon | Mistrz            |
| ----- | ----------------- |
| 1979  | John Village      |
| 1980  | Bo Martinsson     |
| 1981  | Cor Euser         |
| 1982  | Volker Weidler    |
| 1983  | Gerrit van Kouwen |
| 1984  | Hans Furrer       |
| 1985  | Paulo Carcasci    |
| 1986  | JJ Lehto          |
| 1987  | Svend Hansen      |
| 1998  | Derek Hayes       |
| 1999  | Marcos Ambrose    |
| 2000  | Mark Taylor       |
| 2001  | Richard Göransson |

| Sezon | Zwycięzcy wyścigów                                                               |
| ----- | -------------------------------------------------------------------------------- |
| 2010  | Dennis Lind (pojedyncza runda)                                                   |
| 2011  | Scott Malvern (cztery rundy)                                                     |
| 2012  | Eric Lichtenstein (dwie rundy) Antti Buri (jedna runda) Nick Tandy (jedna runda) |